# Brentford Football Club
O Brentford Football Club é um clube de futebol da Inglaterra, sediado em Brentford, Londres. Atualmente disputa a Premier League e tem como maiores rivais o Queens Park Rangers, Fulham e o Chelsea.

## História

### Primeiros anos
Em 1889, a cidade de Brentford, Middlesex, sediava o Clube de Remo de Brentford e o Clube de Críquete de Boston Park. As tentativas de formar clubes de futebol e rugby na cidade caíram no esquecimento até à abertura de um novo campo recreativo em 17 de outubro de 1889. Sete dias antes, tinha-se realizado uma reunião no pub Oxford & Cambridge, perto de Kew Bridge, durante a qual os membros dos clubes de remo e de críquete tentaram decidir a melhor forma de utilizar o campo de recreação. Em 16 de outubro de 1889, os membros do clube de remo reuniram-se novamente no pub Oxford & Cambridge e foi votado que o novo clube iria jogar futebol, sendo designado "Brentford Football Club".
Em 26 de outubro de 1889, o clube realizou o seu primeiro jogo de treino e, em 23 de novembro, o primeiro jogo competitivo do clube foi disputado contra o Kew, que resultou num empate de 1-1. A temporada de 1892-93 viu o Brentford entrar pela primeira vez numa liga - a West London Alliance. O Brentford continuou a disputar sobretudo jogos de taça e amistosos até 1896, altura em que o clube foi eleito para a Segunda Divisão da Liga de Londres. As façanhas do Brentford na Liga de Londres e o seu estabelecimento como um dos principais clubes amadores de Londres levaram à eleição do clube para a Segunda Divisão (seção de Londres) da Liga do Sul na época de 1898-99. O clube tornou-se profissional na temporada 1899-1900 e ganhou um lugar na First Division em julho de 1901, depois do Gravesend United ter abandonado a Liga do Sul.
O Brentford mudou-se para o Griffin Park, a sua primeira casa permanente, a tempo do início da temporada 1904-05. Os Bees chegaram à primeira rodada da FA Cup pela primeira vez em 1905-06, avançando até à terceira rodada antes de ser eliminado pelo Liverpool em Anfield. Apesar de uma recuperação inicial da forma, 9 derrotas nos últimos 11 jogos de 1912-13 levaram à despromoção do Brentford após uma estadia de 11 temporadas na Primeira Divisão.
Em julho de 1915, a Liga do Sul cancelou a sua competição durante a Primeira Guerra Mundial. O Brentford competiu na London Combination durante a guerra, tendo o plantel sido dizimado pela convocação de jogadores para o serviço militar ou para a guerra. O Brentford ganhou o título da London Combination em 1918-19, quatro pontos à frente do Arsenal, o 2º colocado. O Brentford recusou a oportunidade de se candidatar à Football League para a temporada de 1919-20 e, em vez disso, candidatou-se à eleição para a Primeira Divisão da Liga do Sul, que lhe foi atribuída, terminando em 15º lugar.

### Entrada na Football League e anos de glória

Posições do Brentford em ligas desde a temporada 1920-21 da Football League

Em maio de 1920, o Brentford e 20 outros clubes da Primeira Divisão da Liga do Sul foram eleitos para a Football League como membros fundadores da Terceira Divisão para a temporada 1920-21. 11 novos jogadores foram contratados e o primeiro jogo dos Bees na Football League que aconteceu em 28 de agosto de 1920, no St. James Park, estádio do Exeter City, e resultou numa derrota por 3-0. Apesar dos 18 gols de Harry King, a falta de gols de outros jogadores da equipe levou o Brentford terminar no 21º lugar, mas o clube foi reeleito para a liga sem ter de ir a votos.
Durante a temporada ruim de 1926, tudo mudou em Griffin Park, com o antigo treinador do Gillingham, Harry Curtis, foi nomeado como treinador. Apenas 9 membros do plantel da temporada anterior foram mantidos, mas apesar dos resultados a meio da tabela nas três temporadas seguintes, Curtis reconstruiu lentamente o plantel. A temporada da Terceira Divisão Sul de 1929-30 constituiu a base do sucesso futuro dos Bees, mas o clube perdeu a promoção para o Plymouth Argyle .Os Bees conquistaram o título da Terceira Divisão Sul de 1932-33, com Jack Holliday marcando um recorde de 39 gols.
Depois de chegarem ao topo da tabela pela terceira vez na temporada 1934-35, em 2 de março de 1935, os Bees não voltaram a ceder o primeiro lugar, conquistando o título e a promoção à Primeira Divisão pela primeira vez na história do clube. O Brentford também completou uma dobradinha única ao vencer a London Challenge Cup. Depois de ter subido da Terceira Divisão para a primeira em apenas três temporadas, o treinador Harry Curtis optou por manter o plantel intacto para a temporada 1935-36 da Primeira Divisão. Uma extensão da esplanada de New Road aumentou a capacidade do Griffin Park para 40.000 pessoas, o que geraria receitas adicionais. Após 15 jogos, o Brentford parecia certo de ser rebaixado, no entanto, o clube conseguiu uma reviravolta notável, com os Bees perdendo apenas dois dos 23 jogos finais e terminando na melhor posição da história clube, o 5º lugar. O Brentford voltou a ter um desempenho acima das expectativas durante as temporadas 1936-37 e 1937-38, terminando em 6º lugar em cada campanha e alcançando a sexta rodada da FA Cup pela primeira vez em 1937-38. O clube atingiu o seu apogeu entre outubro de 1937 e fevereiro de 1938, mantendo-se em primeiro lugar da Primeira Divisão durante 17 jogos consecutivos.
A temporada 1938-39 foi o início do fim do auge do Brentford, que evitou por pouco o rebaixamento. A temporada 1939-40 durou apenas três jogos, antes de a Segunda Guerra Mundial suspender a competição. O Brentford competiu na Football League South e na London War League durante os anos de guerra, com grande parte da equipe complementada por convidados e jovens amadores, embora o núcleo da equipe anterior à guerra continuasse a disputar a maioria dos jogos do clube. Em 30 de maio de 1942, os Bees obtiveram uma vitória por 2-0 sobre o Portsmouth na final da London War Cup, no Estádio de Wembley.
O plantel de 1946-47 do Brentford, para a primeira temporada competitiva após a Segunda Guerra Mundial, foi composto pelo núcleo envelhecido do plantel de 1939-40, anterior à guerra, o que levaria à despromoção dos Bees da Primeira Divisão. Depois de evitar por pouco uma segunda despromoção consecutiva em 1947-48, o treinador Harry Curtis anunciou que a temporada 1948-49 seria a sua última no cargo, após quase 23 anos. A temporada terminou com um 18º lugar, apesar de o jogo da sexta rodada da FA Cup, em casa contra o Leicester City, tendo estabelecido um novo recorde de público no Griffin Park, com 38.678 espectadores. Em 1953-54, o rebaixamento do Brentford para a Terceira Divisão Sul foi confirmada no último dia da temporada, após uma derrota por 3-1 frente ao Leicester City, no Griffin Park.

### 1954–1986: Declínio e dificuldades financeiras
O rebaixamento para a Terceira Divisão Sul no final da temporada 1953-54 significou que 1954-55 seria o primeiro de Brentford na camada inferior em 21 anos. Depois de três finais consecutivos entre os seis primeiros, a má fase se instalou durante a temporada 1960-61, com a má forma em campo espelhada pelas notícias da diretoria de dívidas de £ 50.000 (equivalente a £ 1.184.100 em 2023).
Após a venda de vários jogadores importantes, os Bees terminaram na vice-lanterna da Terceira Divisão de 1961-62 e foram despromovidos, dando início a vários anos de ioiô entre a Terceira e a Quarta divisões. Apesar de terem vencido apenas sete dos últimos 14 jogos da época, o Brentford terminou 1962-63 como campeão da Quarta Divisão. No entanto, em 1965-66, Billy Gray não conseguiu evitar o rebaixamenti para a Quarta Divisão. Em dezembro de 1966, o presidente Dunnett revelou na Assembleia Geral Anual do Brentford que o clube tinha perdido 20.000 libras durante o ano financeiro anterior e que iria vender a sua participação no clube. No início desse mês, os vizinhos do QPR sugeriram que os dois clubes compartilhassem o Griffin Park. Em 19 de janeiro de 1967, foi divulgada a notícia de que Dunnett e o seu homólogo do QPR, Jim Gregory, tinham chegado a um acordo segundo o qual os rivais do Brentford se mudariam para o Griffin Park, o estádio do Queens Park Rangers, Loftus Road, seria transformado em habitação e o Brentford, enquanto clube, deixaria de existir.
Após um mês tenso de protestos dos torcedores, negociações e donativos no valor de 8.500 libras (equivalente a 164.100 libras em 2023), um sindicato de seis homens, liderado pelo antigo presidente do Plymouth Argyle, Ron Blindell, adquiriu as ações de Dunnett em 23 de fevereiro de 1967 e garantiu um empréstimo intercalar de 104.000 libras durante 12 meses. No dia seguinte, Blindell, na qualidade de presidente, assumiu o controle do clube. Soube-se que o presidente do QPR, Jim Gregory, tinha ressuscitado o seu interesse em Griffin Park e ofereceu 250.000 libras pela utilização do terreno, uma taxa que eliminaria instantaneamente a dívida de 135.000 libras do Brentford, se o clube se mudasse para Hillingdon. O nome "Brentford Borough FC" já tinha sido escolhido para o novo clube sediado em Hillingdon, mas mais uma vez o Brentford foi salvo à última hora, com o antigo diretor Walter Wheatley a conceder ao clube um empréstimo de 69 000 libras sem juros, reembolsável em 12 meses.
Sob o comando de Frank Blunstone, o Brentford conseguiu a promoção para a Terceira Divisão a dois jogos do fim da temporada, mas foi rebaixado no último dia da temporada 1972-73. Após um período de consolidação, Bill Dodgin Jr. levou o Brentford ao 4º lugar e à promoção para a Terceira Divisão na temporeada 1977-78. O Brentford alcançou a sua primeira grande final de copas na temporada 1984-85, mas perdeu por 3-1 contra o Wigan Athletic na final do Football League Trophy de 1985, no Estádio de Wembley. Na época de 1988-89, os Bees chegaram à sexta ronda da Taça de Inglaterra, que terminou com uma derrota por 4-0 contra o Liverpool, em Anfield.

### 1986–2014
Em 1991-92, seis vitórias nos seis jogos finais levaram o Brentford a recuperar para vencer o campeonato da Terceira Divisão no último dia e garantir o acesso à Segunda Divisão pela primeira vez desde a temporada de 1953-54. No entanto, o Brentford regressou imediatamente ao terceiro escalão. Em 1996-97, o Brentford não conseguiu a promoção, perdendo a final do play-off contra o Crewe Alexandra. Na temporada 1997-98, o Brentford foi rebaixado para a Terceira Divisão no último dia da temporada.
Em junho de 1998, o antigo presidente do Crystal Palace, Ron Noades, assumiu a propriedade do Brentford e efetuou grandes mudanças no clube, instalando-se como presidente-gerente. Os Bees venceram o campeonato da Terceira Divisão de 1998-99 na última rodada, depois de derrotarem o Cambridge United por 1-0 num jogo em que o vencedor leva tudo, no Abbey Stadium. O Brentford chegou à final da Football League Trophy de 2001, mas foi derrotado por 2-1 pelo Port Vale. No final da temporada 2001-02, o Brentford perdeu por pouco a promoção automática na última jornada para o Reading. Os Bees só conseguiram um empate num jogo obrigatório, antes de perderem a final do "play-off" de 2002, frente ao Stoke City, por 2-0.
Depois da falência da ITV Digital, as restrições financeiras impostas ao clube por Noades deixaram o novo treinador Wally Downes com um plantel inexperiente e uma administração foi evitada por pouco em agosto de 2002. Noades abandonou o clube e entregou o controle à associação de torcedores Bees United. O Brentford evitou por pouco a despromoção no final da temporada 2003-04. Em 2004-05 e 2005-06, o Brentford chegou à quinta rodada da FA Cup e às semifinais do play-off. Apesar de um bom início da temporada 2006-07, a despromoção do Brentford foi confirmada a 9 de abril de 2007, acabando o clube no último lugar da tabela classificativa. Apesar da despromoção, as finanças do clube melhoraram depois de Matthew Benham ter pago cerca de 3 milhões de libras para assumir algumas das dívidas do clube em janeiro de 2007.
Sob o comando de Andy Scott, os Bees conquistaram o título da League Two após a vitória no penúltimo jogo da temporada 2008-09. Em 2010-11 tornou-se memorável pelas façanhas do Brentford nas taças, chegando à quarta rodada da Copa da Liga e à final da Football League Trophy de 2011, que perdeu por 1-0 para o Carlisle United. O Brentford esteve a um pênalti da promoção direta para a EFL Championship na última rodada da temporada 2012-13, perdendo por 1-0 para o rival Doncaster Rovers no Griffin Park, que só precisava de um empate para garantir a promoção direta. Os Bees perderam para o Yeovil Town na final dos play-offs. Apesar de um mau início de temporada, Mark Warburton levou os Bees à promoção direta para a Championship em 2014.

### 2014-presente: Acesso à Premier League

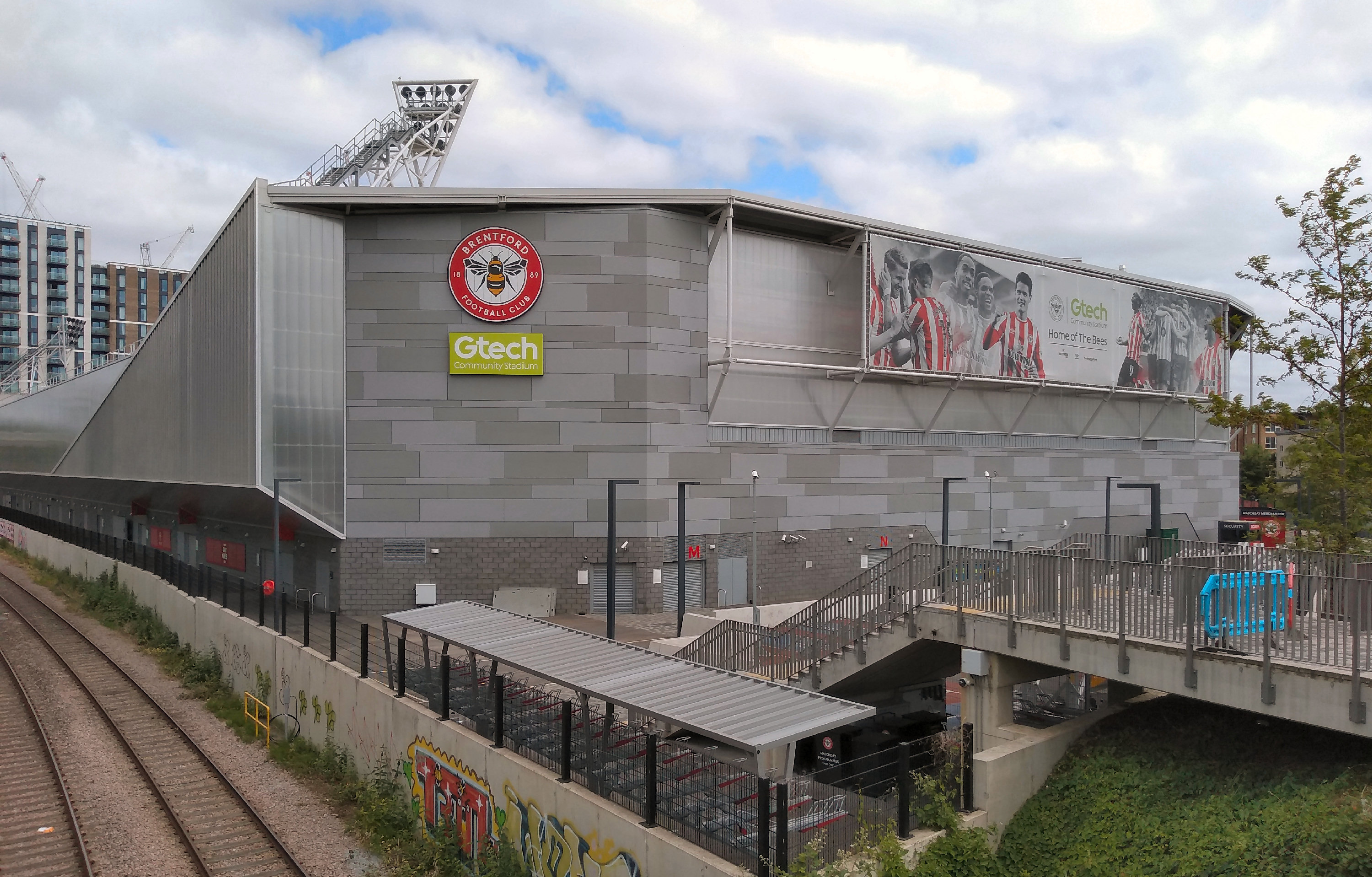
O Brenford começou a utilizar o Brentford Community Stadium em 2020

Em sua primeira temporada na Segunda Divisão desde 1993, o Brentford terminou em 5º lugar, mas perdeu para o Middlesbrough nas semifinais do play-off. Sob o comando de Dean Smith, Brentford se tornou um time que se mantém na 2ª Divisão.  O sucessor de Smith, Thomas Frank, levou o Brentford à final do play-off da EFL Championship de 2019–20, mas perdeu por 2-1 para os rivais do Oeste de Londres, o Fulham. Em 2020 o clube mudou-se do Griffin Park (sua casa durante 116 anos) para o Brentford Community Stadium, um estádio com capacidade para 17.250 lugares. O Brentford repetiu o seu terceiro lugar durante a temporada regular de 2020–21 e foi o campeão dos play-offs, assegurando a promoção à Premier League de 2021–22 com uma vitória por 2-0 sobre o Swansea City na final dos play-offs do Championship de 2021. Frank guiou a sua equipe para o 13º e 9º lugar nas duas primeiras campanhas do Brentford na Premier League.

## Estádios ao decorrer da história
- O Brentford mandou as suas partidas no Griffin Park entre 1904 e 2020Clifden Road (1889–1891)[carece de fontes?]
- Benn's Field (1891–1895)[carece de fontes?]
- Shotter's Field (1895–1898)[carece de fontes?]
- Cross Roads (1898–1900)[carece de fontes?]
- York Road (1900–1904)[carece de fontes?]
- Griffin Park (1904–2020)[33]

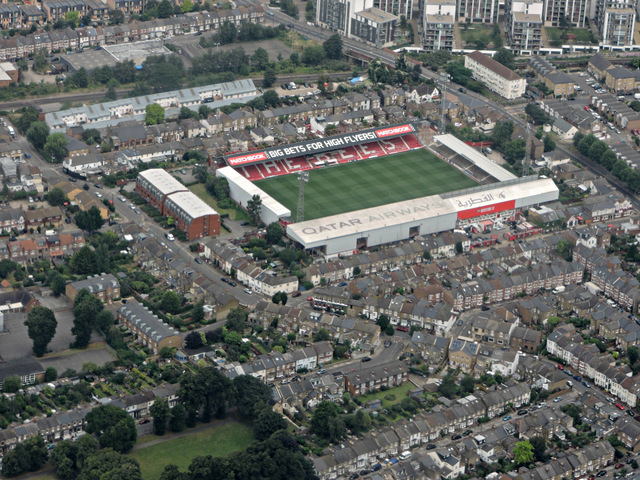
O Brentford mandou as suas partidas no Griffin Park entre 1904 e 2020

- Brentford Community Stadium (2020–presente)[34]

## Cores e escudo
As cores predominantes do Brentford em casa são uma camisa com riscas vermelhas e brancas, calções pretos e meias vermelhas ou pretas. Estas têm sido as cores predominantes do clube em casa desde a época de 1925-26, exceto numa temporada - 1960-61 - em que o amarelo (dourado) e o azul foram utilizados, sem sucesso. As cores ao entrar na Football League, em 1920-21, eram as camisas brancas, calções e meias azul-marinho. Os equipamentos de jogo fora de casa têm variado ao longo dos anos, sendo as cores atuais uma camisa azul-celeste, calções e meias azul-celeste.
O Brentford teve vários emblemas nas camisas desde a sua fundação, em 1889. O primeiro, em 1893, era um escudo branco, com "BFC" a azul e uma linha ondulada a azul, que se pensa representar o rio e o clube de remo que fundou o clube de futebol. O emblema seguinte conhecido, o Middlesex County Arms, estava nas camisas doadas por um torcedor do clube em 1909. As armas de Brentford e Chiswick, como emblema, foram usadas apenas durante uma temporada, em 1938-39. O emblema seguinte foi nos anos 60, quando um escudo, formado por quadrantes, tinha uma colmeia e abelhas num, 3 espadas noutro e os outros dois com riscas vermelhas e brancas. Em 1972, o clube organizou um concurso para desenhar um novo brasão, que foi ganho pelo desenho do Sr. B.G. Spencer, um círculo com uma abelha e riscas e a data de fundação de 1888. Este foi introduzido em 1973 e utilizado até maio de 1975, altura em que foi comunicado ao clube, através de Graham Haynes, que o clube tinha sido fundado em 1889 e não em 1888. Por conseguinte, foi introduzido um novo emblema, alegadamente concebido por Dan Tana - o presidente do clube na altura - para a temporada 1975-76, que continuou a ser utilizado até 1994, quando foi introduzido o emblema atual. Em 2011, Russell Grant afirmou ter concebido o emblema numa entrevista à BBC; no entanto, na realidade, foi concebido em 1993 para dois season tickets pelo torcedor Andrew Henning, na sequência de um pedido de Keith Loring, o então diretor executivo. Em 2017, o clube redesenhou o seu emblema para um design mais moderno e simples, com a flexibilidade de poder ser utilizado em impressões a dois tons. O design é um duplo círculo com o nome do clube e o ano de fundação em branco sobre um fundo vermelho e uma grande abelha central.

### Material esportivo e patrocinadores
| Período   | Material esportivo | Patrocinador de camisa |
| --------- | ------------------ | ---------------------- |
| 1975–1976 | Umbro              | Nenhum                 |
| 1977–1980 | Bukta              | Nenhum                 |
| 1980–1981 | Adidas             | Nenhum                 |
| 1981–1984 | Osca               | DHL                    |
| 1984–1986 | Osca               | KLM                    |
| 1986–1988 | Spall              | KLM                    |
| 1988–1990 | Hobott             | KLM                    |
| 1990–1992 | Chad               | KLM                    |
| 1992–1995 | Hummel             | KLM                    |
| 1995–1996 | Core               | Ericsson               |
| 1996–1998 | Cobra              | Ericsson               |
| 1998–2000 | Super League       | GMB                    |
| 2000–2002 | Patrick            | GMB                    |
| 2002–2003 | TFG                | GMB                    |
| 2003–2005 | TFG                | St. George             |
| 2005–2006 | Lonsdale           | St. George             |
| 2006–2007 | Lonsdale           | Samvo Group            |
| 2007–2008 | Puma               | Samvo Group            |
| 2008–2012 | Puma               | Hertings               |
| 2012–2013 | Puma               | Sky Ex                 |
| 2013–2015 | Adidas             | Sky Ex                 |
| 2015–2016 | Adidas             | Matchbook.com          |
| 2016–2017 | Adidas             | 888sport               |
| 2017–2019 | Adidas             | LeoVegas               |
| 2019–2020 | Umbro              | EcoWorld London        |
| 2020–2021 | Umbro              | Utilita                |
| 2021–     | Umbro              | Hollywoodbets          |

## Apelido
A alcunha do Brentford é "The Bees". O apelido foi criado involuntariamente por estudantes do Borough Road College na década de 1890, quando assistiram a um jogo e gritaram o cântico do colégio "buck up Bs" para apoiar o seu amigo e então jogador do Brentford, Joseph Gettins. Os jornais locais ouviram mal o cântico como "Buck up Bees" e a alcunha pegou.

## Rivalidades
Os principais rivais do Brentford são o Fulham e o Queens Park Rangers. O clube tem uma rivalidade de longa data com o Fulham. No passado, este jogo foi marcado pela violência entre as torcidas. A rivalidade entre o Brentford e o Queens Park Rangers intensificou-se em 1967, quando o Rangers falhou em uma tentativa de aquisição dos Bees, que se tivesse sido bem sucedida, teria levado o Rangers a mudar-se para Griffin Park e o Brentford a abandonar a Football League. Tal como acontece com a rivalidade com o Fulham, este jogo é marcado por paixões exaltadas entre ambos os grupos de torcedores, com o orgulho local em jogo.

## Títulos
| NACIONAIS | NACIONAIS                      | NACIONAIS | NACIONAIS                  |
|           | Competição                     | Títulos   | Temporadas                 |
| --------- | ------------------------------ | --------- | -------------------------- |
|           | Campeonato Inglês - 2° Divisão | 1         | 1934-35                    |
|           | Campeonato Inglês - 3° Divisão | 1         | 1932-33                    |
|           | Campeonato Inglês - 4° Divisão | 3         | 1962-63, 1998-99 e 2008-09 |

## Elenco atual
Última atualização: 20 de setembro de 2024.  